# Elezioni europee del 1995
Le elezioni europee del 1995, straordinarie, si sono tenute il 17 settembre soltanto in Svezia.

## Risultati
| Liste  | Liste                                              | Voti      | %     | Seggi |
| ------ | -------------------------------------------------- | --------- | ----- | ----- |
|        | Partito Socialdemocratico dei Lavoratori di Svezia | 752.817   | 28,06 | 7     |
|        | Partito Moderato                                   | 621.568   | 23,17 | 5     |
|        | Partito Ambientalista i Verdi                      | 462.092   | 17,22 | 4     |
|        | Partito della Sinistra                             | 346.764   | 12,92 | 3     |
|        | Partito di Centro                                  | 192.077   | 7,16  | 2     |
|        | Partito Popolare Liberale                          | 129.376   | 4,82  | 1     |
|        | Partito Sociale Democratico Cristiano              | 105.173   | 3,92  | -     |
|        | Altri                                              | 73.284    | 2,74  | -     |
| Totale | Totale                                             | 2.683.151 |       | 22    |